# Metacinema
El metacinema és la pràctica de fer cinema sobre cinema. Al llarg de la història del cinema s'ha demostrat que hi ha moltes maneres diverses de reflexionar sobre el cinema a través de les pel·lícules. Aquestes pel·lícules ens obliguen a reflexionar sobre el món del cinema. Per entendre millor aquesta pràctica del metacinema l'hem de classificar. Segons Jacque Gerstenkorn, cineasta del segle xx, el metacinema es pot dividir en el de “reflexivitat cinematogràfica” i en el de “reflexivitat fílmica”.
Al final hi ha moltes classes diferents d'aquesta pràctica en el cinema, pel·lícules senceres sobre metacinema o només escenes en concret. A vegades és tractat des d'un punt de crítica o històric com a Trumbo, 2015 de Jay Roach que critica la caça de bruixes al Hollywood dels anys 50. En canvi a vegades des d'un punt més de documental o inclús biogràfic com Hitchcock, 2012, de Sacha Gervasi.
Abans d'intruir-nos en el metacinema, hem de tenir clar que el concepte de meta- va començar amb el llenguatge (metallenguatge) per la necessitat de denominar d'alguna manera el parlar del propi llenguatge. I, més tard es va crear el concepte de metaficció, on dins es troba el concepte de metacinema.

## Història
Les pel·lícules sobre pel·lícules es van començar a fer des de gairebé la invenció del cinema. Si analitzem tots els films des de l'inici, des dels films dels germans Lumière, segur que en trobem algunes que parlen sobre cinema  o fan referència a aquest. Però podríem considerar que les primeres pel·lícules més conegudes d'aquest tipus van començar als anys 20, més o menys. Podem trobar films com The Extra Girl, 1923, de F. Richard Jones o El moderno Sherlock Holmes, 1924, de Buster Keaton. De fet podríem considerar que Buster Keaton  va fer, dins del gènere de la comèdia de clatellades, més d'una pel·lícula parlant del que coneixia, el cinema, ja que també va fer The Camerman (1928) que parlava d'un home que ho gravava tot.
Durant els anys 30, gràcies a l'aparició del cinema sonor i a la intenció d'evadir al públic de la crisi en la què estava sumida la societat dels Estats Units, va fer-se molt famós el musical. Aquest gènere tenia la peculiaritat d'explicar el backstage dels espectacles musicals. D'alguna manera en aquest gènere és on comença una certa tradició de metaficció.
Durant els anys 50 més o menys va sorgir a Hollywood un estil de cinema on era molt habitual el parlar del propi cinema o ' utilitzar els decorats per expressar uns sentiments com a Singin' in the Rain, 1952, de Stanley Donen i Gene Kelly, on el protagonista utilitza el decorat d'una sala de cinema per expressar els seus sentiments cap a la noia. Aquest cinema es diu manierista i va sorgir per un cert histerisme dels directors per la seva incapacitat de fer un cinema tan perfecte com el clàssic. Van començar a portar a l'extrem els estils clàssics i, molts, van centrar-se en la pròpia indústria per fer els seus films. Així van sortir grans produccions com Sunset Boulevard, 1950, de Billy Wilder, on es veu una certa nostàlgia per un cinema clàssic que ja ha desaparegut.
Amb els anys aquest cinema de refecció sobre si mateix es va anar fent més habitual. Per exemple el gènere de terror va ser un dels més habituals en fer metacinema, només cal veure la sèrie de pel·lícules de Scream, on en nombroses ocasions fan referència a pel·lícules dins de pel·lícules o a l'estrena d'un film que en realitat és la pel·lícula anterior de la saga. I aquesta és una tradició que s'ha mantingut en el gènere del terror al llarg dels anys.
En el nostre país també hi ha hagut cinema que parlava sobre cinema o feia referència a alguns aspectes sobre les gravacions i la feina de backstage. Entre les més famoses estan Tesis, 1996, de Alejandro Amenábar, que explica la història d'una estudiant d'imatge que, per completar el seu treball sobre violència audiovisual, es troba amb cintes de snuff movie. I també podem trobar-nos amb Esa pareja feliz, 1251, de Luis Berlanga, on el protagonista treballa en el backstage d'una productora de cinema i, durant la pel·lícula, hi ha nombroses referències al cinema.

## Exemples
- Trumbo, 2015, de Jay Roach. On s'explica la història de Dalton Trumbo, el guionista millor pagat per Hollywood durant els anys 40, i la persecució que va rebre durant la caça de bruixes per ser comunista.[12]

- Adaptation, 2002, de Spike Jonze. On s'explica un període de crisi creativa d'un guionista de Los Ángeles.

- 8½ (Otto e mezzo), 1963, Federico Fellini. On s'explica una crisi de creativitat d'un director just després d'un èxit rotund. Durant aquesta crisi intenta fer un repàs de la seva vida i recorda a totes les dones a les que ha estimat.[13]

- Argo, 2012, Ben Affleck. On s'explica com preparen el set d'un rodatge d'un film d'acció per poder fer un rescat.[14]

- The Aviator, 2004, Martin Scorsese. On s'explica la història de Howard Hughes, un gran productor de Hollywood.[15]

- Singin' in the Rain, 1952, Stanley Donen, Gene Kelly. On s'explica la història d'un cieneasta que coneix a una jove actriu i la seva història d'amor.[16]

- The Bad and the Beautiful, 1952, Vincente Minnelli. On s'explica la història d'un manipulador productor de cinema que es troba en el seu camí amb un director, una actriu i un guionista.[17]

- Sunset Boulevard, 1950, Billy Wilder. On s'explica la història d'un jove escriptor que, casualment, es refugia en la menció d'una actriu en decaiguda.[18]

- Chaplin, 1992, Richard Attenborough. On s'explica la biografia de Charls Chaplin.[19]

- Nuovo Cinema Paradiso, 1988, Giuseppe Tornatore. On es narra la història d'en Salvatore, un nen d'Itàlia, que l'únic passatemps que té és el cinema.[20]

- Ed Wood, 1994, Tim Burton. On es narra la història d'Ed Wood, un jove director de cinema.[21]

- Camera Buff (Amator), 1979, Krzysztof Kieslowski. On es narra la història d'un obrer que descobreix la màgia del cinema i converteix la càmera en una arma d'anàlisis del món.[22]

- Le mépris, 1963, Jean-Luc Godard. On s'explica la història de Paul Javal, un dramaturg francès que accepta reescriure algunes escenes d'un film.[23]

- The State of Things / Der Stand der Dinge, 1982, Wim Wenders. On es narra la història d'un equip de cine roda a Portugal.[24]

- Gods and Monsters, 1998, Bill Condon. On es narra la història dels últims dies de vida del realitzador James Whale.[25]

- A Star Is Born, 1954, George Cukor. On es narra la història d'un famós director alcohòlic que descobreix a una jove amb un gran talent.[26]

- Hitchcock (Alfred Hitchcock and the Making of 'Psycho'), 2012, Sacha Gervasi. On s'explica el procés de creació del famós director Alfred Hitchcock per fer la pel·lícula de Psycho.[27]

- Hugo, 2011, Martin Scorsese. On es relata la història d'Hugo, un nen orfe que viu en l'estació de trens, i les seves peripècies amb Méliès.[28]

- La nuit américaine, 1973, François Truffaut. On s'explica el rodatge d'una pel·lícula.[29]

- Shadow of the Vampire, 2000, E. Elias Merhige. On s'explica el procés per realitzar el film de Nosferatu.[30]

- The Last Picture Show, 1971, Peter Bogdanovich. On s'explica com un grup d'amics a Texas durant els anys 50 que es passen l'estona entre el cinema, un saló de billar i un cafè.[31]

- Last action hero, 1993, John McTiernan. On, durant la reproducció d'una pel·lícula en el cinema un nen entra dins el film del seu personatge preferit.[32]

- Living in oblivion, 1995, Tom DiCillo. On s'explica la història d'un rodatge on va tot malament.[33]

- Mulholland drive, 2001, David Lynch. On s'explica la història d'una jove aspirant a actriu que arriba a Los Angeles per a convertir-se en estrella de cinema.[34]